# Turan e. V.
Turan e. V. ist der Name einer rockerähnlichen Gruppierung, die in Deutschland vermutlich 2015 entstanden ist. Die Gruppierung hat ihren Ursprung in den Niederlanden. In Deutschland liegt ihr Schwerpunkt in Nordrhein-Westfalen, aber der oder die Vereine sind auch andererorts aktiv. Über die Mitgliederzahlen lagen der Bundesregierung 2016 keine Erkenntnisse vor. Als Selbstbezeichnung erklärt die Gruppe: „Die Familie TURAN ist eine gemeinschaftliche Organisation wo sich alle Turan-Völker vereinen, kennenlernen und treffen können.“ Der Schlachtruf der Gruppe ist „Hedef Turan“, zu deutsch „Das Ziel ist Turan“. Als Symbol der Bewegung dienen drei ineinander verschlungene Halbmonde, es ähnelt dem der türkischen Partei MHP. Die Gruppe wird vom Verfassungsschutz beobachtet.

## Aktivitäten
Die Organisation Turan e. V. entstand laut Erkenntnissen der Bundesregierung im April 2015 im Umfeld der Grauen Wölfe in Duisburg und lehnt sich an die sogenannte Ülkücü-Ideologie an. Weitere Verbindungen scheint es zu den Osmanen Germania zu geben.
Der Verein organisierte am 10. Juli 2015 eine Kundgebung vor dem chinesischen Generalkonsulat in Düsseldorf, um die Unterdrückung ihres „türkischen Brudervolkes“ der Uiguren durch China anzuprangern.
Turan e. V. meldete eine Demonstration am 26. März 2016 in Duisburg an. Rund 400 Personen nahmen an dieser Demonstration unter dem Motto „Wir unterstützen den Anti-Terrorkampf der türkischen Sicherheitsbehörden“ teil.
Anfang 2018 wurde der kurdischstämmige Fußballspieler Deniz Naki aus den Reihen des Vereins bedroht, nachdem dieser das Selbstbestimmungsrecht der Kurden in der Türkei in öffentlichen Äußerungen unterstützte.